# Grotte de Mezmaïskaïa
La grotte de Mezmaïskaïa (en russe : Мезмайская пещера) est une grotte surplombant la rive droite du Soukhoï Kourdjips (un petit affluent de la rivière Kourdjips), dans les contreforts nord-ouest des montagnes du Caucase. Elle est située dans la république des Adygués et dans le raïon d'Apchéron du kraï de Krasnodar. On y a découvert des vestiges fossiles et lithiques de l'Homme de Néandertal, qui témoignent de la présence durable de cette espèce dans le Caucase au Pléistocène supérieur.

## Vestiges archéologiques
Les fouilles, commencées en 1993, ont mis au jour 7 couches stratigraphiques, datées d'environ 70 000 à 40 000 ans avant le présent (AP). Des outils lithiques moustériens y ont été découverts.

## Fossiles humains
Trois individus néandertaliens ont été trouvés au cours des fouilles. Le premier, Mezmaïskaïa 1, le squelette presque complet d'un enfant de 2 ans, a été trouvé en 1993. Il est daté d'environ 65 000 ans AP. Le deuxième, Mezmaïskaïa 2, est un ensemble de 24 fragments de crâne trouvés en 1994 et datés de 43 800 ans AP. Mezmaïskaïa 3 est une dent isolée trouvée en 2016.
L'ADN mitochondrial de Mezmaïskaïa 1 a pu être extrait et analysé en 2000. Il montrait une divergence de 3,48 % avec celui du Néandertalien de la vallée de Néander, à quelque 2 500 km à l'ouest, en Allemagne.

## Autres sites néandertaliens en Russie
Trois sites de Crimée, un peu plus au nord, ont livré des vestiges néandertaliens plus récents : Kabazi II, Buran Kaya III, et Siuren I. On y a trouvé des outils lithiques moustériens et micoquiens datés jusqu'à 28 000 ans avant le présent.